# Wirtschaftliche Aufbau-Vereinigung (Verbindungsorganisation)
Die Wirtschaftliche Aufbau-Vereinigung war eine deutsch-russische Organisation in München, die in Bayern Anfang der 1920er Jahre bestand und sich aus germanophilen Monarchisten und russischen Emigranten zusammensetzte. Erklärtes Ziel der 1920/1921 von Max Erwin von Scheubner-Richter in München gegründeten Vereinigung war die Förderung der Zusammenarbeit nationaler wirtschaftlicher und politischer Kreise, um die vorrevolutionäre Ordnung in Europa, insbesondere in Russland, wiederherzustellen.  Über Aufbau und deren Mitglieder gelangten Gedankengut der extremen Rechten in Russland und der Bolschewiki, aber auch Erfahrungen mit den letzteren, in die NSDAP.

## Mitglieder
Gründer und Geschäftsführer war Max-Erwin von Scheubner-Richter. Als Präsident und Vizepräsident agierten Freiherr Theodor von Cramer-Klett junior bzw. Fürst Biskupski. Die 150 Mitglieder bestanden aus bayerischen Monarchisten und vor allem Deutsch-Balten sowie russischen und ukrainischen Emigranten. Weitere Mitglieder dieser multinationalen Vereinigung waren Vladimir Kleppen und Boris Brazol, die wichtige amerikanische Kontakte hatten und Georgi Nemirovič-Dančenko, ein ehemaliger Presseleiter General Pjotr Nikolajewitsch Wrangels auf der Krim, der Experte für Fragen zur Ukraine war. Der ukrainische Oberst Ivan Poltavec-Ostranica, der mit den deutschen Streitkräften während deren Besetzung der Ukraine zusammengearbeitet hatte, trat der Organisation 1921 bei.
Die Mitglieder dieser antibolschewistischen, antisemitischen, aber nicht antislawischen Organisation, hatten zum großen Teil selbst Erfahrungen mit den Bolschewiki gemacht. Außerdem befanden sich unter den russischen Flüchtlingen frühere Mitglieder der protofaschistischen Schwarzen Hundertschaften wie Fjodor Wiktorowitsch Winberg, Biskupski und Schabelski-Bork. Letzterer gab sich als Patensohn der Schriftstellerin Elsa von Schabelsky aus, hatte laut einem Bericht der Gestapo die antisemitische Fiktion Die Protokolle der Weisen von Zion bei seiner Reise nach Deutschland mitgeführt und sie dem Publizisten Ludwig Müller von Hausen gegeben, der sie übersetzen ließ und veröffentlichte.
Zu den deutschbaltischen Mitgliedern zählten Alfred Rosenberg und Arno Schickedanz, die die Revolution in Moskau miterlebt hatten, Otto von Kursell, der in der russischen Armee gedient hatte, und Max Erwin von Scheubner-Richter, ein Reichsdeutscher, der in Riga aufgewachsen war und deutscher Vizekonsul im türkischen Erzerum war. In dieser Position verfolgte er 1915 den Völkermord an den Armeniern mit und erstattete darüber Bericht. Später war er Leiter der Pressestelle Ober Ost in Riga. Nach dem Einmarsch der Bolschewiki in die Stadt wurde er verhaftet und zum Tode verurteilt, konnte sich aber mit maßgeblicher Hilfe seiner Frau befreien und entkam nach Deutschland. Zu den deutschen Mitgliedern zählten General Erich Ludendorff, sein Mitverschwörer im Kapp-Putsch Oberst Max Bauer und der Geschäftsführer der NSDAP, Max Amann.

## Hintergrund

### Hintergrund in Russland und Sowjetrussland
Zwischen der Jahrhundertwende und 1917 gab es in Russland rechtsextreme Gruppen, die als „Schwarze Hundertschaften“ bezeichnet werden. Zeitlich waren sie zwischen den reaktionären Bewegungen des 19. und den rechtsextremen Bewegungen des 20. Jahrhunderts angesiedelt, und sie verfügten über enge Verbindungen zu Monarchie und Kirche. Im Unterschied zu früheren, vergleichbaren Bewegungen hatten sie die Bedeutung der Massenmobilisierung erkannt. Diese Gruppen verbreiteten politische Propaganda, verübten aber auch Pogrome und politische Morde.
Vor der Revolution hatten die Schwarzen Hundertschaften das Schreckbild verbreitet, dass die Juden der Untergang des russischen Reiches seien. Tatsächlich aber gab es in jüdischen Kreisen vor 1917 nur geringe Sympathien für die Bolschewiki und trotz der starken Diskriminierung der Juden in Russland waren vor 1917 unter den Mitgliedern der Bolschewiki weniger als 1000 Juden. Eine Karriere in Verwaltung und Armee war Juden bis zum Ersten Weltkrieg versperrt und sie durften nur in dem als Ansiedlungsrayon bezeichneten begrenzten Gebiet Russlands wohnen. Die Entwicklung nach der Oktoberrevolution aber schien das Schreckbild zu bestätigen, da die jüdische Emanzipation in Russland mit den Auswirkungen der Oktoberrevolution und somit mit Millionen von Toten durch Krieg, Misswirtschaft und Vernichtungspolitik zeitlich zusammenfiel. (Die Vernichtungspolitik sei, so Robert Conquest, Ausdruck einer Bereitschaft, die in der Einstellung der Bolschewiki gegenüber dem Klassenkampf angelegt sei, denn bereits vor der Oktoberrevolution hat Felix Edmundowitsch Dserschinski Überlegungen formuliert, wonach eine Vernichtungspolitik ein potentielles Instrument des Klassenkampfes sei und Sinowjew sagte 1918 die Vernichtung von 10 % der Bevölkerung voraus.)
Die Rechtsextremen nutzten den überproportional hohen Anteil von Personen mit jüdischer Abstammung unter den politischen Führern der Bolschewiki, der den Mythos einer jüdischen Verschwörung zu belegen schien und verwiesen auf einen überproportional hohen Anteil von Juden unter den Mitarbeitern der Tscheka. Beim Bürgerkrieg in der Ukraine waren Mitarbeiter mit jüdischer Abstammung in der Tscheka sogar zahlenmäßig völlig in der Überzahl, was den Antisemitismus dort gefördert hat. Die Protokolle der Weisen von Zion, denen viele Rechtsextreme vor der Revolution noch skeptisch gegenüberstanden, wurden jetzt als Weissagung interpretiert.
Mit dem Friedensvertrag von Brest-Litowsk wurde die Ukraine als selbständiger Staat anerkannt, der dann in die deutsche Interessensphäre rückte. Als sowjetische Streitkräfte nach dem Frieden in der Ukraine aufmarschierten, erfolgte der Einmarsch deutscher und österreichischer Truppen. Dies führte zu einer Zusammenarbeit von deutschen und weißen Offizieren. Diese Zusammenarbeit hatte eine vertrauensbildende Wirkung und beim Rückzug der deutschen Truppen aus der Ukraine Ende 1918 folgte eine größere Anzahl von weißen Offizieren mit. Unter ihnen waren auch Rechtsextreme und frühere Mitglieder der schwarzen Hundertschaften.

### Hintergrund im Baltikum und in Deutschland
Die Zusammenarbeit zwischen deutschen und weißen Militärs in der Ukraine hatte Vorbildcharakter. Deutsche Freikorps kämpften im Baltikum gemeinsam mit russischen Verbänden und teilweise auch unter russischer Fahne (Eiserne Division) in der Westrussischen Befreiungsarmee. Die Führung der Freikorps betrachtete Lettland als einen Brückenkopf für Militäroperationen gegen die Sowjetunion. Man erhoffte sich eine gegen die Alliierten gerichtete Annäherung zwischen Deutschland und einem künftigen, restaurierten, antikommunistischen Russland. Eine wirtschaftliche und politische Zusammenarbeit sollte die außenpolitische Isolation nach dem Ersten Weltkrieg beenden helfen. Einige Freikorps-Führer sahen zudem das Baltikum als nützlichen Stützpunkt bei einem eventuellen Putsch gegen die deutsche Regierung.
Die lettische Regierung Ulmanis bat um Unterstützung gegen die Rote Armee durch deutsche Freikorps. Mit dem Einverständnis der deutschen Regierung und Großbritanniens vertrieben die Freikorps die Bolschewiki und das von den ihnen besetzte Riga wurde am 22. Mai 1919 eingenommen. Spätere Mitglieder von Aufbau waren an der Operation im Baltikum beteiligt: Von Scheubner-Richter unterstützte sie in seiner Funktion als politischer Berater von August Winnig, dem Generalbevollmächtigten für die besetzten baltischen Länder. Arno Schickedanz nahm als Mitglied der baltischen Landeswehr an der Einnahme Rigas teil und weiße Emigranten beteiligten sich an der Anwerbung von Russen in Deutschland für den Militärdienst im Baltikum. Biskupski agierte in Berlin als Vertreter der Westrussischen Befreiungsarmee.
Aus Sicht der deutschen Freikorps war ihre Intervention im Baltikum aus politischen Gründen gescheitert. Auf Druck der Entente hin sperrte die deutsche Regierung am 6. Oktober 1919 die ostpreußische Grenze und unterbrach den Nachschub. Teile der Freikorps unterstellten sich erneut dem deutschen Befehl, beteiligten sich aber nach dem Auflösungsbefehl für die Freikorps am Kapp-Putsch. Mehrere der oben erwähnten Russen unterstützten den Kapp-Putsch. Außerdem war Scheubner-Richter von Wolfgang Kapp als Pressechef der neuen Putsch-Regierung vorgesehen. Nach dem Fehlschlagen des Putsches flohen die Beteiligten nach Bayern, wo sie von den Polizeibehörden geschützt wurden.

## Gründung
Im Oktober 1920, nach der Rückkehr von einer Reise auf die Krim, wo von Scheubner-Richter mit der Unterstützung bayerischer Unternehmer ein Abkommen mit General Pjotr Wrangel über militärische und wirtschaftliche Zusammenarbeit geschlossen hatte, begann von Scheubner-Richter die Wirtschaftliche Aufbau-Vereinigung zu organisieren. Die Statuten waren bewusst vage gehalten, um die Frage, ob das Russische Reich als Ganzes wiederhergestellt werden sollte oder ob der Ukraine und den baltischen Ländern Autonomie gewährt werden sollten, zu umgehen. Damit sollte die Organisation sowohl für Russen als auch für Minoritäten interessant sein.
Die Vereinigung führte ihre Tätigkeit unter strikter Geheimhaltung durch. Die Mitgliedschaft wurde genau kontrolliert und der Hintergrund von Anwärtern auf eine Mitgliedschaft wurde gründlich geprüft. Sie zielte auf entschieden antibolschewistische Deutsche, Russen, Ukrainer und Baltendeutsche als ordentliche Mitglieder, aber auch Personen anderer Nationalitäten konnten als außerordentliche Mitglieder in die Organisation eintreten. Jedes Mitglied musste beim Eintritt 100.000 und danach jährlich 20.000 Mark bezahlen.

## Nähe zur NSDAP
Auf die Vermittlung Rosenbergs hin kam von Scheubner-Richter im November 1920 erstmals mit Adolf Hitler zusammen. Im gleichen Monat trat Scheubner-Richter in die NSDAP ein und im Jahre 1923 wurde er einer der wichtigsten Berater Hitlers. Mehrere Mitglieder von Aufbau waren auch Mitglieder der NSDAP Alfred Rosenberg, Arno Schickedanz und Otto von Kursell. Max Amann war nicht nur Geschäftsführer der NSDAP, sondern auch zweiter Schriftführer der Vereinigung.

## Ideologeme
Aufbau wollte die vorrevolutionäre Ordnung in Europa, insbesondere in Russland, wiederherstellen, stand aber auch der Weimarer Republik äußerst feindlich gegenüber. Außerdem ging es um die Revision des Versailler Vertrags und den Abwehrkampf gegen die kommunistische Internationale. Die Organisation war stark antisemitisch und Personen, die die Ideologie von Aufbau prägten, vertraten die Ansicht, dass „die Juden“ die Russische Revolution bewirkt hätten. Alfred Rosenberg z. B., der bis 1923 russischer Staatsbürger war, setzte (in einer zu jenem Zeitpunkt nicht publizierten Schrift) bereits Mitte 1918 die Juden mit den Bolschewiki gleich. Die Vernichtungspolitik des internationalistischen Regimes der Bolschewiki wurde von Mitgliedern von Aufbau als gezielte Vernichtung der nationalen russischen Intelligenz ausgelegt und verurteilt. Das Schicksal Russlands drohe auch anderen Ländern, so lautete die zentrale Botschaft. Ungeachtet dessen, dass Alfred Rosenberg die Vernichtungspolitik verurteilte, bezeichnete er das Vorgehen der Bolschewiki bereits 1922 und 1923 als „zweckmäßig“.
Obwohl führende Mitglieder der Meinung waren, dass hinter dem Finanzkapital und dem Bolschewismus das sogenannte Weltjudentum stehe und dies eine „tödliche“ Gefahr für Deutschland darstelle, schlug die Vereinigung nicht die Vernichtung der Juden vor. Der radikale Aufbau-Ideologe Winberg jedoch, ein enger Freund der ermordeten Zarin, propagierte den apokalyptischen Antisemitismus der Schwarzen Hundertschaften und sprach sich in seinem 1922 erschienenen Buch Krestnyj Put’ sowie in der Zeitschrift Luč Sveta für eine Vernichtung der Juden aus. Winberg gründete auch die monarchistische Zeitung Prizyv. der größere Aufmerksamkeit zu widmen Dietrich Eckart die deutschen Nationalisten mahnte. Rosenberg, der die Auslegung der Oktoberrevolution seitens der extremen russischen Rechten übernommen hatte, studierte aufmerksam deren Zeitungen und nutzte sie in großem Umfang für seine eigene Arbeit. Die Mitglieder der Vereinigung deuteten die Ereignisse in Russland und in der Sowjetunion als ein „Verschwörungsphänomen“, und diese jüdisch-freimaurerische Verschwörung wurde nicht als rassisch bedingte betrachtet, sondern in nahezu religiösen Termini gedeutet und war eher Folge eines traditionellen Antisemitismus. Erst später in der NSDAP wurde die vermeintliche Verschwörung in ein rassenkulturelles Phänomen umgedeutet und von Rosenberg mit der entsprechenden Begründung versehen.
In der frühen NSDAP gab es Stimmen, die eine Annäherung an die Sowjetunion befürworteten. Demgegenüber war die Sowjetunion für die Vereinigung ein klarer Feind. Dies war jedoch kein Hindernis dafür dar, dass von Scheubner-Richter das Land im Hinblick auf die Militarisierung der Politik und die Unterdrückung von politischen Gegnern als ein Vorbild ansah.

## Propaganda
Die Vereinigung gab die „Wirtschaftliche Aufbau-Korrespondenz“ heraus. Scheubner-Richter war Schriftleiter dieser Zeitschrift, in der er und russische Emigranten ihre Ideen verbreiteten und Nachdrucke aus rechten Emigrantenzeitungen veröffentlichten. Neben Grigorij Nemirovič-Dančenko zählte auch Fjodr Winberg zu den russischen Verfassern von Beiträgen in dem Blatt.
Die Organisation versuchte auch die NSDAP zu beeinflussen, indem sie Winberg beauftragte, mit Adolf Hitler propagandistische Gespräche zu führen. Dem französischen Nachrichtendienst zufolge hatten Winberg und Hitler spätestens im Oktober 1922 mehrere lange persönliche Gespräche geführt und Hitlers Notizen für einen Vortrag im November 1922 zeigen den Einfluss Winbergs auf sein Denken. Hitler bezeichnet die Sowjetunion hier als eine „jüdische Diktatur“ und führt Winberg als Quelle an.
Auch in der Sowjetunion wurde mit der Unterstützung der Vereinigung Propagandamaterial verbreitet. So haben sowjetische Behörden im April 1923 große Mengen von Propagandamaterial der weißen Emigranten beschlagnahmt und die Verteiler inhaftiert. Dabei handelte es sich in erster Linie um Verlautbarungen des Großfürsten Kyrill Wladimirowitsch Romanows an das russische Volk und das russische Heer.

## Unterstützung der Ansprüche des Großfürsten Kirill auf den Zarenthron
Innerhalb der politisch gespaltenen Gruppe russischer Emigranten unterstützte die Gesellschaft die monarchistische Bewegung um den Großfürsten Kirill, einen Neffen des letzten Zaren, der Ansprüche auf den russischen Thron erhob und damit zu Großfürst Nikolai, der sich in Paris aufhielt, in Konkurrenz trat. Die Vereinigung war Mitveranstalter der wichtigsten Versammlung des deutschfreundlichen Teils der monarchistischen Bewegung, die unter dem Tarnnamen „Kongress zum wirtschaftlichen Wiederaufbau Russlands“ Mitte 1921 in Bad Reichenhall stattfand. Der Kongress brachte wenig konkrete Ergebnisse, aber bereits ihn zu organisieren war ein Erfolg für Aufbau. Scheubner-Richter und Biskupski gewannen dadurch an Ansehen. Ludendorff und Scheubner-Richter organisierten unter der Führung von Walter Nicolai einen antibolschewistischen Nachrichtendienst für Kirill, um verlässliche Nachrichten über Ereignisse in der Sowjetunion zu erhalten. Nicolai schickte ab Anfang Juli 1922 Berichte an Scheubner-Richter, der diese an die NSDAP weiterleitete.

## Finanzielle Unterstützung der NSDAP
Im Mai 1922 trafen General Biskupsij und sein persönlicher Sekretär Arno Schickedanz eine Vereinbarung mit Ludendorff, wonach Ludendorff das Vermögen der Thronanwärter Kirill und Viktoria Feodorowna im Rahmen der Tätigkeit der Organisation nutzen konnte, um die deutsch-russischen Interessen zu fördern. Die durchlaufenden Summen in Höhe von ca. 500.000 Goldmark waren höher als das frei verfügbare Vermögen der Thronanwärter, deshalb ist anzunehmen, dass das Geld auch aus anderen Quellen floss. Der amerikanische Industrielle Henry Ford gab dem Vertreter Kirills in Amerika, dem Aufbaumitglied Boris Brazol, beträchtliche Summen. Brazol leitete diese an die Thronanwärter weiter.
Biskupski leitete auch Geld von Emigranten direkt an die NSDAP weiter und Scheubner-Richter leitete beträchtliche Summen von Weißen Immigranten an die NSDAP, insbesondere Geld von russischen Industriellen, hier vor allem von Ölmagnaten, und von deutschen Geschäftsleuten, Industriellen und Bankiers.

## Terrorismus
Mitglieder der Vereinigung beteiligten sich an Terroraktionen. Sergej Taborickij und Šabel’skij-Bork, enge Freunde von Winberg, verübten einen Attentatsversuch auf den konstitutionellen Demokraten Pawel Nikolajewitsch Miljukow, der dem Attentat jedoch entging. Bei dem Versuch, den Attentäter zu entwaffnen, wurde jedoch der Vater des Schriftstellers Wladimir Nabokow tödlich verletzt. Da Winberg verdächtigt wurde, an dem Mord an Nabokow beteiligt gewesen zu sein, musste er Deutschland verlassen. Biskupski und Bauer organisierten einen Auftragsmord an Alexander Fjodorowitsch Kerenski, dem Sozialrevolutionär und Leiter der Übergangsregierung, ein Unterfangen, das scheiterte. Auch andere Umstände deuten auf eine terroristische Tätigkeit der Organisation, wie etwa die Kontakte zur Organisation Consul und die Verhaftung Bauers wegen Verdachts auf Planung des Mordversuches an Scheidemann.

## Militärische Pläne gegen die Sowjetunion
Seiner antibolschewistischen Zielsetzung entsprechend unterstützte die Vereinigung Angriffspläne gegen die Sowjetunion, wobei besonderes Gewicht auf eine unabhängige Ukraine gelegt wurde. Wilhelm Franz von Habsburg-Lothringen, der sich Vasil Vyshyvaniy nannte und während des Ersten Weltkriegs informeller habsburgischer Thronkandidat für einen ukrainischen Satellitenstaat war, gab im Sommer 1921 Biskupski den Auftrag, in Bayern ein Heer für den Einsatz in der Ukraine zusammenzustellen. Damit setzte er eine Vereinbarung mit Scheubner-Richter und Biskupski um, denen es gelungen war 2 Millionen Mark und 60.000 Schweizer Franken für die Thronanwartschaft Vyshyvaniys in einer unabhängigen Ukraine zu beschaffen. General Biskupski schwebte ein Zweifrontenfeldzug mit einem Einsatzfeld im Norden (Baltikum) sowie einem im Süden (Ukraine) vor, und er organisierte zusammen mit General Peter Wladimir von Glasenapp  und Pawel Michailowitsch Bermondt-Awaloff Invasionstruppen für den Einsatz in Baltikum. Die Pläne scheiterten zum Teil aus finanziellen Gründen.
Die Vereinigung unterstützte zudem Nationalisten in Ostgalizien, die für eine unabhängige Ukraine kämpften und damit sowohl Polen als auch der Sowjetunion feindlich gegenüberstanden. Deutsche Offiziere vermittelten in Kursen, die unter anderem von Ernst Röhm organisiert wurden, militärische Ausbildung.

## Der Hitler-Putsch und das Ende von Aufbau
Von Scheubner-Richter nahm in den Jahren 1922 und 1923 eine zunehmend zentrale Rolle in rechtsextremen Kreisen ein. Er war Berater von Hitler und Ludendorff und zugleich Geschäftsführer des Deutschen Kampfbundes, dessen Aktionsprogramm er entwarf. Ausgehend von den Entwicklungen in der Sowjetunion meinte er, dass ein paar entschlossene Männer etwas verändern könnten, und setzte sich auch für eine tatkräftigere Vorgehensweise Hitlers ein. Beim Hitlerputsch spielte er eine zentrale Rolle. Otto Strasser und Ernst Hanfstaengl zufolge war Scheubner-Richter der führende Kopf der Verschwörung. Auch von anderer Seite wird angenommen, er sei der eigentliche geistige Kopf des Putsches gewesen.
Von Scheubner-Richter wurde beim Marsch auf die Feldherrnhalle getötet. Mit ihm verschwand der Verfechter der russisch- bzw. ukrainisch-deutschen Zusammenarbeit und sein Tod trug zusammen mit dem Endsieg der Bolschewiki in der Sowjetunion zu einer Umformulierung der nationalsozialistischen Außenpolitik bei. Ohne von Scheubner-Richter fiel die Vereinigung in die Bedeutungslosigkeit. Biskupski, der führende Kopf nach Scheubner-Richter, geriet in Schwierigkeiten mit den bayerischen Behörden, die ihn der Mittäterschaft am Putsch verdächtigten. Die Vereinigung existierte offiziell noch eine Zeit lang unter der Führung von Kursell, der die Schriftführung der Aufbau-Korrespondenz übernahm. Die letzte Ausgabe erschien am 15. Juli 1924.